# شهرستان ترگوویشته
شهرستان ترگوویشته (به بلغاری: Targovishte Municipality) یک شهرستان در بلغارستان است که در استان ترگوویشته واقع شده‌است. شهرستان ترگوویشته ۸۷۲ کیلومتر مربع مساحت و ۶۰٬۴۹۷ نفر جمعیت دارد.